# Слесарь и Канцлер
«Слесарь и Канцлер» — художественный кинофильм Владимира Гардина по пьесе Анатолия Луначарского.
Премьера фильма состоялась 4 марта 1924 года.

## Сюжет

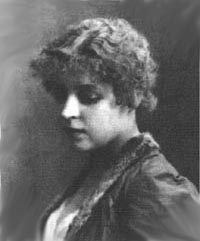
Зоя Баранцевич, главная героиня фильма «Слесарь и Канцлер» (1923)

Правительство вымышленной страны Норландии развязало войну с соседней Галиканией и терпит одно поражение за другим. Группа заговорщиков, недовольные таким положением дел, во главе с социал-демократом Франком Фреем устраивает переворот и свергает императора Норландии. Но новый порядок рабочему классу тоже не нравится. Рабочие разоблачают политику Франка Фрея, направленную на продолжение войны, и в стране вспыхивает революция. Вождем социалистической революции становится слесарь Франц Штарк.

## В ролях
- Иван Худолеев — император Нордландии
- Николай Панов — канцлер фон Турау
- Нина Таирова — жена канцлера
- Владимир Гардин — Гаммер, коммерции советник
- Владимир Максимов — Франк Фрей, адвокат
- Зоя Баранцевич — графиня Митси
- Иона Таланов — генерал Беренберг
- Николай Салтыков — слесарь Франц Штарк
- Лидия Искрицкая-Гардина — работница Анна
- Олег Фрелих — Лео фон Турау, сын канцлера
- Иван Капралов — Роберт фон Турау, сын канцлера
- Вера Валицкая — Лора, жена Роберта
- Ольга Быстрицкая — Анна, любовница Лео
- Мария Арнази-Баршак
- Степан Кузнецов

## Интересные факты
Фильм сохранился частично (без первой и последней части).